# Hermann-Josef Wilbertz
Hermann-Josef Wilbertz (* 15. Juni 1943) ist ein ehemaliger deutscher Fußballspieler. Er absolvierte für Rot-Weiß Oberhausen von 1967 bis 1974 insgesamt 116 Spiele (6 Tore) in der Fußball-Bundesliga und 98 Spiele (16 Tore) in der Regionalliga West.

## Laufbahn
Wilbertz war zur Runde 1967/68 vom Rheydter Spielverein zu RWO gekommen und belegte sofort mit der Mannschaft vom Stadion Niederrhein den 3. Platz in der Regionalliga West. In seiner zweiten Saison, 1968/69, feierte er mit der Mannschaft von Trainer Alfred Preißler die Meisterschaft im Westen und zog damit in die Bundesliga-Aufstiegsrunde ein. Mit seinen Mannschaftskollegen Lothar Kobluhn, Franz Krauthausen und Hugo Dausmann setzten sie sich in der Aufstiegsrunde gegen die Konkurrenten Freiburger FC, SV Alsenborn, Hertha Zehlendorf und den VfB Lübeck durch und stiegen in die Fußball-Bundesliga auf. Beim Debütspiel von Oberhausen in der Bundesliga, am 16. August 1969, beim 3:1-Heimerfolg gegen Eintracht Frankfurt, war er als rechter Verteidiger im Einsatz. Mit dem 14. Tabellenplatz schaffte der Aufsteiger den Klassenerhalt und Wilbertz hatte in 32 Einsätzen zwei Tore erzielt. Die interne Torschützenliste hatte Hugo Dausmann mit 15 Toren angeführt. In der Saison 1972/73 ereilte RWO aber der Abstieg. Unter den Trainern Günter Brocker (bis 1. November 1972), Friedhelm Kobluhn (2. November bis 31. Dezember 1972) und Heinz Murach (ab 1. Januar 1973) nochmals 31 Ligaspiele und erzielte dabei zwei Tore. Von 1969 bis 1973 absolvierte Wilbertz in der Bundesliga insgesamt 116 Spiele und erzielte dabei sechs Tore. Nach dem Abstieg kam er im letzten Jahr der alten Regionalligazweitklassigkeit, 1973/74, mit Oberhausen hinter Wattenscheid 09 zur Vizemeisterschaft, scheiterte aber in der Aufstiegsrunde an Tennis Borussia Berlin und dem FC Augsburg. Insgesamt hat er in der Regionalliga West 98 Ligaspiele absolviert und dabei 16 Tore erzielt. Im ersten Jahr der neu eingeführten 2. Fußball-Bundesliga, 1974/75, absolvierte er 37 Spiele und erzielte dabei sieben Tore. Oberhausen stieg aber direkt in die Amateurliga ab und er wechselte zum 1. FC Mülheim. Dort kamen nochmals 19 Zweitligaspiele hinzu, in denen er drei weitere Tore erzielen konnte.
2004 wurde er in die Jahrhundert-Elf von Rot-Weiß Oberhausen aufgenommen.